# Nádai Béla
Nádai Béla (Budapest, 1935. március 12. – 2013. július 24.) magyar fizikus, természetvédő, cserkészvezető.

## Élete
Kortársaihoz hasonlóan gyerekkorában ő is tagja volt a Magyarországon akkoriban virágzó cserkészmozgalomnak, ám még „farkaskölyök” volt, amikor központi rendelkezéssel megszüntették a mozgalmat. Cserkészévei – elsősorban a természetben tett rengeteg cserkészkirándulás – és a cserkészet erőszakos megszüntetése együttesen nagy hatást gyakoroltak rá, felnőttként is igyekezett a fiatalon magába szívott életelvek szerint élni. 
Középiskolai évei után például az Eötvös Loránd Tudományegyetem természettudományi karának fizikus szakán diplomázott és szerzett doktori címet, sőt később, a Műszaki Egyetemen nukleáris elektronika szakmérnöki másoddiplomát is szerzett, mégis, szerénysége folytán a doktori címet többnyire nem használta. Aktív éveiben fizikusként dolgozott, e minőségében több – a kollégáival közösen szabadalmaztatott – találmány fűződik a nevéhez.
Miután a természetért – és főként a Pilis vidékeiért – való rajongás az egész életét végigkísérte, a nyugdíjhoz közelítve telket vásárolt Pilisszentivánon, a Zsíros-hegy lábánál, ahol újra rácsodálkozott a Budai-hegyvidék szépségére. A természetvédelem áldozatos híveként tagja lett több természetvédelmi szerveződésnek, így például a Magyar Környezeti Nevelési Egyesületnek, és hosszú időre szervezője lett a Madarak és fák napja alkalmából évente megtartott programoknak a Budakeszi Vadasparkban.
Már az 1980-as évek második felében megfogant a fejében az a gondolat, hogy ha netán mód nyílna a cserkészet újjászervezésére, abban az esetben szívesen részt vállalna a szervezési munkákból, a Budai-hegyvidék településein. 1989 április 5-8. között a saját telkén ismerkedő próbatábort szervezett a pilisszentiváni, piliscsabai, pilisvörösvári és solymári érdeklődő fiatalok számára; ez volt az egyik legelső lökés ahhoz, hogy ezeken a településeken még a teljes rendszerváltás előtt újjáalakulhassanak az önálló helyi cserkészcsapatok. Az első közös tábor emlékére az érintett csapatok – amelyek azóta is együtt alkotják a pilisi cserkészkörzetet – minden tavasszal egy hétvégét közösen töltenek a Pilisi Cserkésztalálkozó keretében, két-három évente pedig közös nyári táborokat szerveznek.
Nádai Béla az újjáépülő országos cserkészszervezetben is vezető szerepet vállalt: a Magyar Cserkészszövetség országos természet- és környezetvédelmi vezetője lett, 1993-ban pedig egy cserkész vezetőképző tábor parancsnoki tisztségét is magára vállalta. Társszerzőként részt vett a magyar cserkészvezetők számára készített, az 1990-es évek első felében megjelentetett könyvsorozat megalkotásában. Telke nemcsak a helyi és környékbeli cserkészek számára volt nyitott, hosszú időn keresztül szervezett ott játékos növény- és állatismereti foglalkozásokat, táborokat a tágabb környék érdeklődő fiataljai számára is, akik bőséges természetszeretetet tanulhattak tőle.
Életének 79. évében, 2013. július 24-én hunyt el, templomi búcsúztatása augusztus 26-án a Városmajori templomban zajlott, ezt követően cserkész tiszteletadás mellett helyezték végső nyugalomba a pilisszentiváni temetőben; a szertartáson a pilisszentiváni és solymári cserkészcsapatok korábbi és hivatalban lévő vezetői búcsúztatták.

## Elismerései
1992-ben az elsők között kapott – a természetvédelemmel kapcsolatos kiemelkedő tevékenységéért – Pro Natura emlékplakettet. Háromszor (1999, 2002, 2010) kapta meg a Puli-díjat a Magyar Környezeti Nevelési Egyesülettől, a környezeti nevelés terén kifejtett munkájáért – harmadjára a díj örökös birtokosa lett. 2011-ben megkapta a Pilisszentivánért Emlékérmet is, a helyi fiatalság nevelése, illetve a helyi védett természeti értékek megőrzése érdekében kifejtett több évtizedes munkájáért.